# 2016 en architecture
| Années de l'architecture : 2013 - 2014 - 2015 - 2016 - 2017 - 2018 - 2019    |
| Décennies de l'architecture : 1980 - 1990 - 2000 - 2010 - 2020 - 2030 - 2040 |

Les événements liés à l'architecture en 2016 :

## Événements
- 5 octobre : désignation des lauréats des Trophées Eiffel d'architecture acier

## Récompenses
- 13 janvier : Alejandro Aravena obtient le prix Pritzker

## Décès
- 27 février : Claude Parent, architecte français né en 1923.
- 31 mars : Zaha Hadid architecte irako-britannique, lauréate du prix Pritzker 2004.
- 15 mai : Marion Tournon-Branly, architecte française né en 1924.